# Arsenale marittimo

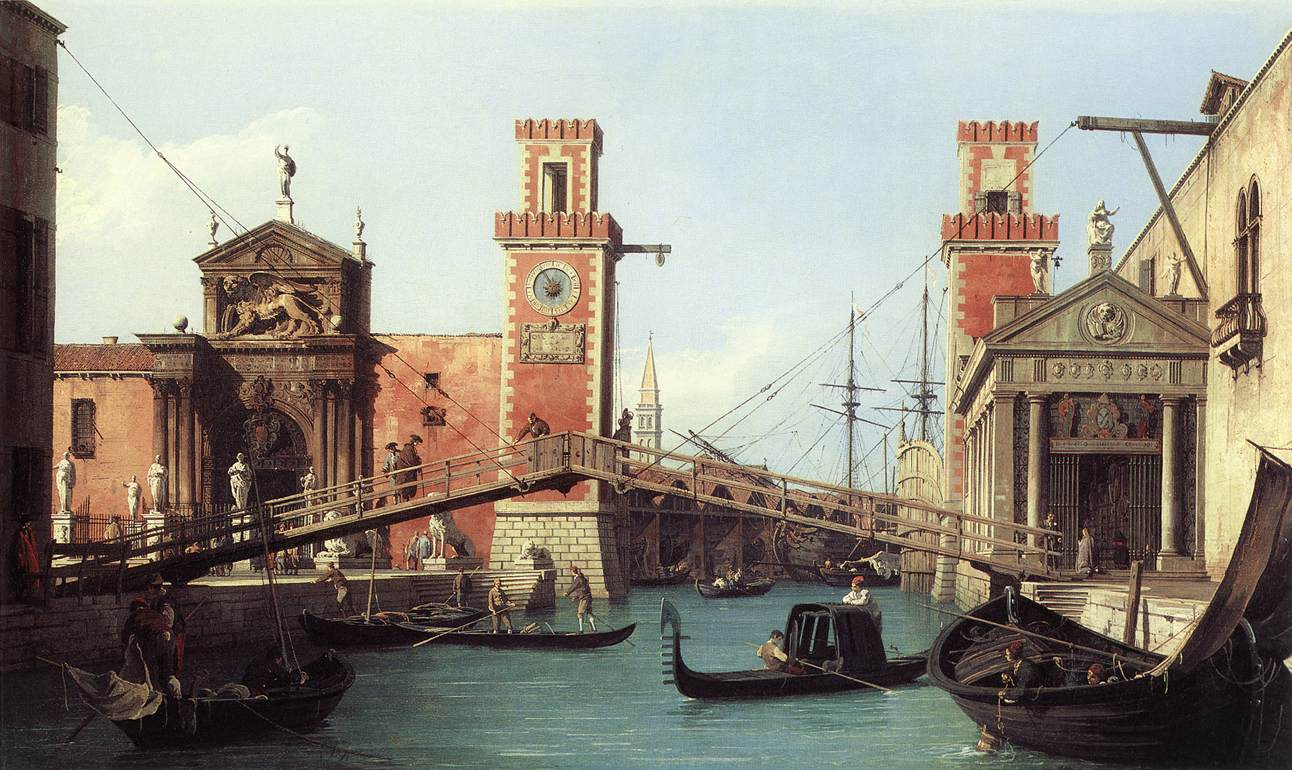
Veduta dell'ingresso dell'Arsenale di Venezia, Canaletto, 1732.

Il termine arsenale marittimo indica il complesso di impianti quali bacini, darsene, corderie, magazzini, officine, squeri e scali adibiti alla costruzione, riparazione e manutenzione di navi militari.
Storicamente, il termine "arsenale" indicava lo stabilimento adibito alla costruzione di navi sia militari, sia commerciali, e dunque era sinonimo di "cantiere navale".

## Storia
A partire dai Greci tutti i grandi porti militari dell'antichità avevano il loro arsenale (Tiro, il Pireo, Cartagine e, in Italia, l'arsenale di Siracusa).

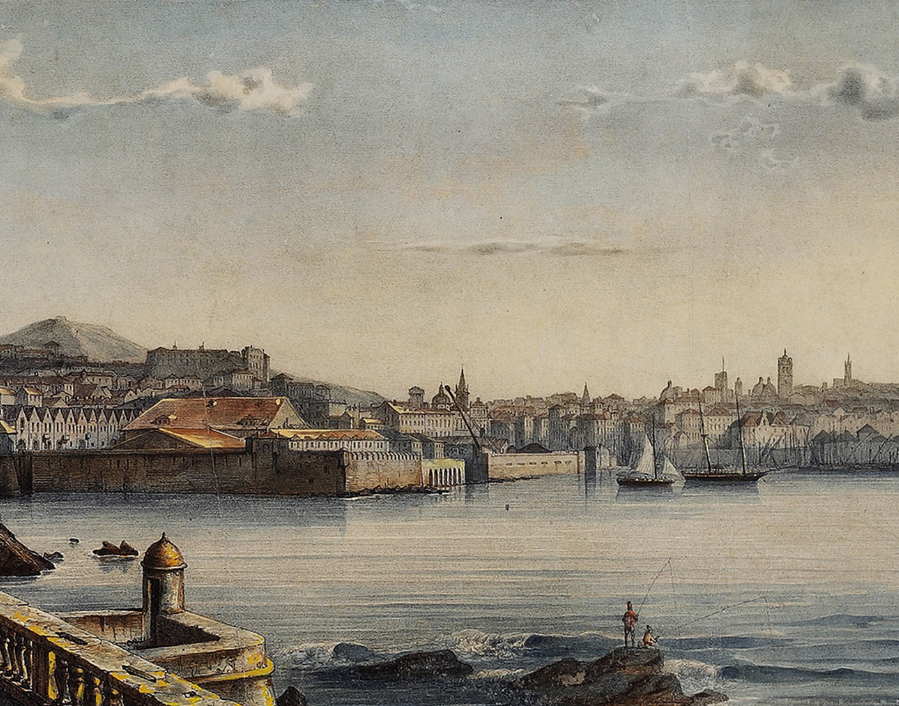
Panorama dell'Arsenale e delle darsene di Genova, Joseph Chapuy

Per ciò che riguarda l'ingegneria navale romana, significativa è la presenza della potente corporazione dei fabri navales, che rese i cantieri navali in condizione di soddisfare le imponenti esigenze di naviglio dell’Impero. A Roma vi erano due navalia sulla riva del Tevere, uno nel Campomarzio, l'altro ai piedi dell'Aventino. I cantieri si dedicavano alla costruzione di navi militari solo saltuariamente, in caso di necessità bellica.

### Nelle repubbliche marinare

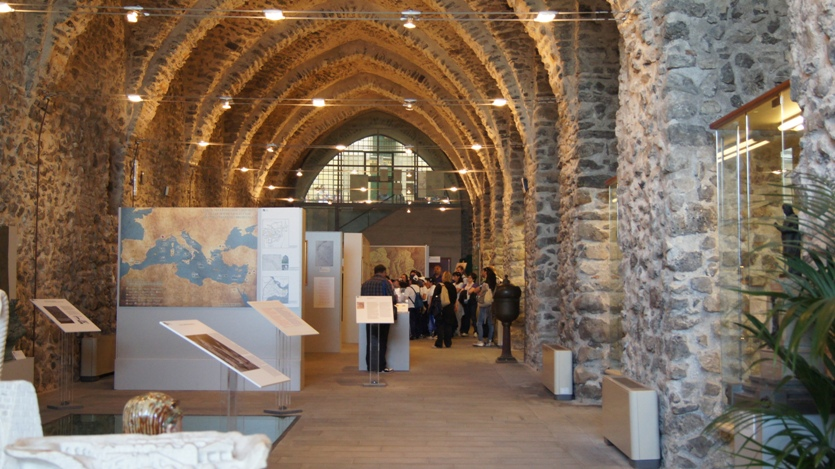
Interno dell'arsenale di Amalfi (XI secolo), il cantiere navale dell’Antica Repubblica, ora sede museale

I primi arsenali militari marittimi costruiti in Europa nel Medioevo furono quelli delle repubbliche marinare italiane:
- Arsenale di Venezia
- Arsenale di Genova[5]
- Arsenale di Gaeta[6]
- Arsenale di Ancona[6]
- Arsenale di Amalfi[6][7]
- Arsenale di Pisa[8]
- Arsenale di Ragusa[6][9]

### Negli stati preunitari
Nel Regno di Sardegna il primo fu l'arsenale di Villafranca, fin dal 1750, e nel 1815 l'arsenale di Genova alla Darsena, nel 1857 trasferito al Varignano della Spezia.
Nel regno di Sicilia vi era fin dal 1601 quello di Palermo.
Nel regno di Napoli dal 1587 quello della capitale e dal 1780 anche quello del Real arsenale di Castellammare di Stabia.
Gli arsenali della marina pontificia erano quello di Civitavecchia, potenziato e fortificato da papa Giulio II nel 1670, quello di Ancona e quello di Roma, ossia il porto di ripa Grande sul Tevere.

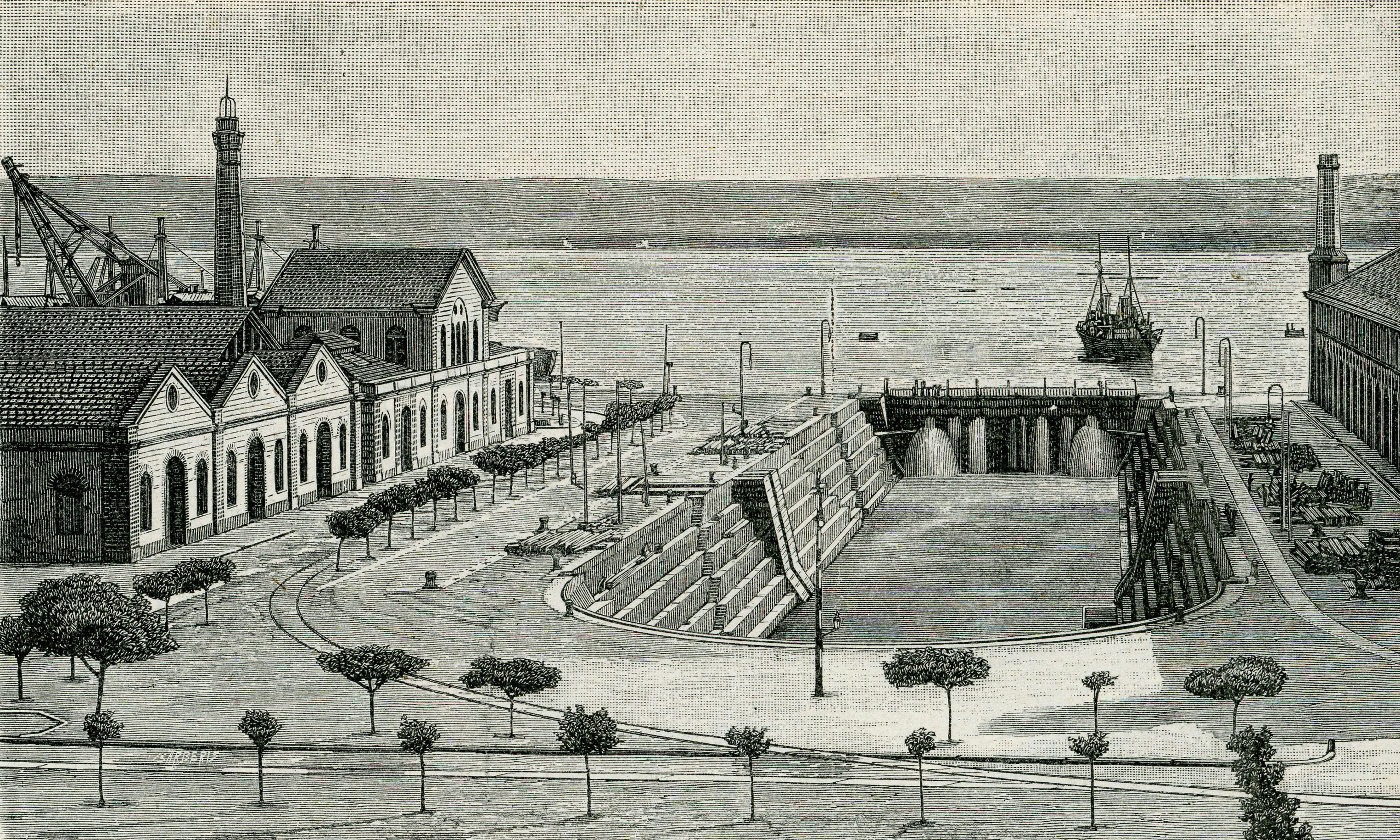
Xilografia dell'arsenale di Taranto del 1898

### Arsenali militari marittimi
Questi dal 1861 i principali arsenali militari della Regia Marina e della Marina Militare.
- Arsenale militare marittimo della Spezia
- Arsenale militare marittimo di Augusta
- Arsenale militare marittimo di Messina
- Arsenale militare marittimo di Taranto
- Arsenale militare marittimo di Venezia
- Arsenale militare marittimo di Napoli
- Arsenale militare marittimo di Brindisi
- Arsenale militare marittimo de La Maddalena

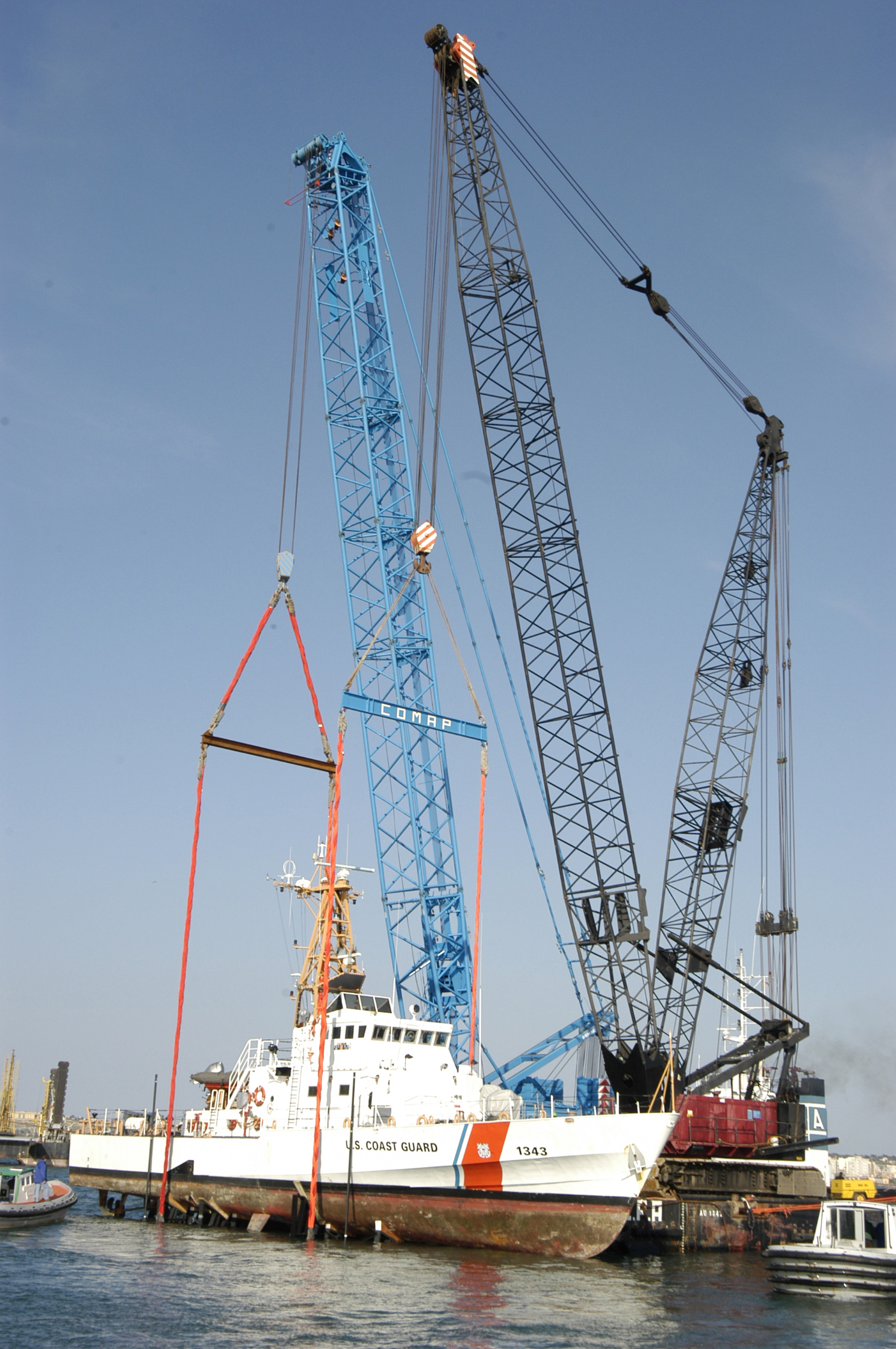
Lavori di manutenzione all'arsenale di Augusta

Con il decreto del ministero della Difesa del 20 gennaio 1998 è stata decisa la chiusura definitiva degli arsenali di Napoli, di Messina e de La Maddalena, lasciandone solamente tre attivi in Italia per la Marina Militare: 
- Augusta [11]
- Taranto
- La Spezia